# Viktor Elm
Viktor Elm est un footballeur international suédois né le 13 novembre 1985 à Kalmar. Actuellement avec l'AZ Alkmaar, dans le Championnat des Pays-Bas, il évolue au poste de milieu de terrain. Ses deux frères, David Elm et Rasmus Elm, sont également footballeurs professionnels.

## Palmarès
Kalmar FF
- Champion de Suède : 2008
- Vainqueur de la Coupe de Suède 2007

 SC Heerenveen
- Vainqueur de la Coupe des Pays-Bas 2009

 AZ Alkmaar
- Vainqueur de la Coupe des Pays-Bas : 2013